# Lynn Jenningsová
Lynn Alice Jenningsová (* 1. července 1960, Princeton, New Jersey, USA) je americká běžkyně na dlouhé vzdálenosti.
Je jednou z nejlepších amerických běžkyň všech dob, s rozsahem od 1500 metrů do maratonu.

Na olympijských hrách v Barceloně v roce 1992 získala bronz na 10 000 metrů. V roce 1990 vytvořila světový rekord na 5 000 metrů.